# サーキットの娘
「サーキットの娘」（サーキットのむすめ）は、PUFFYの3枚目のシングル。1997年3月12日発売。発売元はエピックレコードジャパン。

## 解説
- 曲名は池沢さとしの漫画『サーキットの狼』のパロディ。タイトルにちなんでレースクイーンがテーマとなっている。
- PUFFYの2人が出演した、ヤマハのスクーター「Vino」のCMソングに使用され、CDジャケットイラストでも二人はVinoに跨っている。
- 発売前年の12月に吉村由美が自転車で転倒、左足を骨折した事故をネタにした「転んで骨折ったりしないように」という歌詞があり、PVではその部分で吉村が左膝の辺りをさすっている。
- 本作のジャケットと次作「渚にまつわるエトセトラ」のジャケットを2枚並べる（本作を右、次作を左）と、1枚のイラストになるという仕掛けが施されている。
- オリコン週間シングルチャートでの最高位は1位（1997年3/24, 31付）。
- 累計売上は100万枚[1]。

## 収録曲
1. サーキットの娘 [3:21]
作詞・作曲・編曲：奥田民生
2. サーキットの娘（オリジナル・カラオケ） [3:23]

## 収録アルバム
- JET CD (#1)
- The Very Best of Puffy / amiyumi jet fever (#1)
- Hit&Fun (#1)
- PUFFY karaoke PLAYLIST (#2)　配信アルバム

## その他
- 奥田は『CAR SONGS OF THE YEARS』でセルフカバーしている。
  - その後からパフィーのライブ時は、奥田のセルフカバーバージョンで演奏される
- デンマークのポップスグループ・アクアが『Greatest Hits』(2009年)でカバーしている。
- スウェーデンのグループ・スマイルdkがカバーしている。
- 松任谷由実が好きな曲として挙げている[2]。